# Acequia de Benàger i Faitanar
La acequia Faitanar, también denominada Séquia Reial, constituye un sistema histórico de acequias ubicado en la Comunidad Valenciana (España). Su construcción data del período islámico y se erige como un ejemplo preeminente de la ingeniería hidráulica regional.
La acequia de Quart-Benáger-Faitanar tiene su origen en el Azud de Quart. En su tramo inicial discurre por la orilla derecha del cauce y a la altura de Cuart de Poblet se produce su derivación principal, en las Lenguas de Sant Onofre, lo cual da origen al brazo de Faitanar. Continúa hacia el Sur regando los campos de Mislata, Chirivella, Picaña y Paiporta. En su recorrido atraviesa el Barranco de Torrent por medio del Acueducto de los Arcos, y termina desembocando en la acequia de Favara. En término de Valencia riega las tierras de las partidas de Faitanar.
Está tramitándose su catalogación como Bien de relevancia local desde el año 2015.

## Historia
La construcción de la Séquia Faitanar se remonta a los siglos VIII y XV, atendiendo a la necesidad de la gestión del agua, hecho que fue vital para el desarrollo agrícola en la región. Su principal objetivo consistía en transportar agua desde el embalse de Benagéber hacia las extensiones agrícolas cercanas a Liria, desempeñando un papel esencial en la sostenibilidad de la agricultura local.

## Características técnicas y trazado

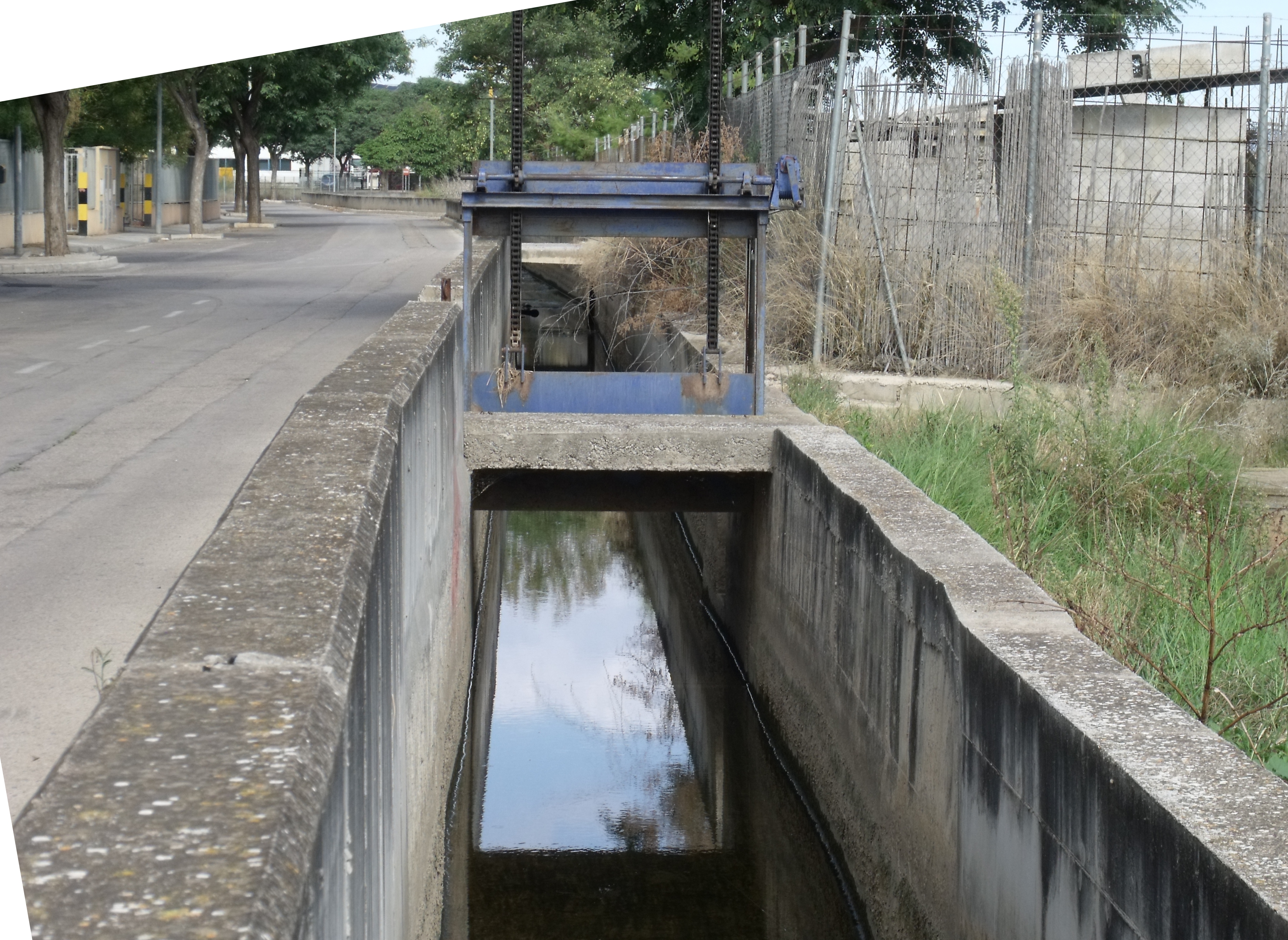

La Acequia de Quart se dividía en dos secciones, Quart y Benàger-Faitanar, pasando a ser más importante la última, que acabó con entidad propia.  Al tomar importancia esta última, pasó a tener entidad propia, así, las Acequias Madre de la Vega pasaron a considerarse ocho, coincidiendo con el número de sillones del Tribunal de las Aguas, destinados a los Síndicos representantes de cada una de las Acequias Mayores o Madre de la Vega de Valencia.
Tras atravesar Aldaya y Alacuás, sale de nuevo por el camino del Dijous, donde recupera su trazado abierto entre campos de la huerta. Gira hacia el este en las proximidades de Torrent y discurre en el límite entre Picanya y València por el entorno del Pozo de San Cristóbal. Continua su trazado paralela a la margen izquierda del Barranco de Poyo, cruzando el casco urbano de Paiporta para alargarse hacia el sur y terminar su recorrido después de cruzar la CV-400, desaguando sus sobrante sobre la acequia de Favara, junto al casco urbano de Benetúser En término de València los elementos hidráulicos más importantes son los siguientes: El Molí de la Campaneta y las lenguas de Paiporta. En la huerta de Faitanar los principales brazos de la acequia son los siguientes: El Braç de Na Belluga, Braç de Ferrer, Braç de Bartol, de la Reia y del Camí de València.

## Significado Patrimonial
Está en trámite su catalogación como Espacio etnológico de interés local.